# Bundeszeichen (Studentenverbindung)
Das Bundeszeichen, in der ausgeprägtesten Form auch „Großes Bundeszeichen“ genannt, ist eine Zusammenstellung von Identitätssymbolen besonders alter Studentenverbindungen.

## Geschichte
Die Tradition geht auf die freimaurerisch ausgerichteten Studentenorden des 18. Jahrhunderts zurück, die in Briefen, aber auch in Stammbüchern Geheimzeichen zum Ausdruck ihrer Mitgliedschaft in diesen „Geheimbünden“ einzeichneten oder auch im Text versteckten. Mit der Zeit entwickelten sich daraus recht komplexe grafische Gebilde, die dann auch von den um 1800 entstandenen Corps, der ältesten heute noch existierenden Form von Studentenverbindung, übernommen wurden.
Als die Stammbücher außer Mode kamen, wurden die Bundeszeichen nur noch in den Studentenwappen in einem Feld des Schildes dargestellt.
Typische Bestandteile eines Bundeszeichens sind die gekreuzten Mensurschläger, meistens umrahmt oder unterlegt von einem Lorbeerkranz. Dabei handelt es sich je nach Universitätsort um Korbschläger oder Glockenschläger, teilweise aber auch noch um die alten Pariser (Stoßdegen). Dieses Element des Bundeszeichens stellt die Satisfaktionsfähigkeit der Mitglieder des jeweiligen Bundes symbolisch heraus und wird daher auch Satisfaktionszeichen genannt.
Dazu kommen Wahl- und/oder Wappenspruch der Verbindung, oft auch nur in Form der Anfangsbuchstaben, ebenso wie die Farben, die in schriftlicher Form aufgeführt wurden, da eine Colorierung bei der ursprünglichen Verwendung oft nicht in Frage kam.
Wichtig war auch das Gründungsdatum, das nicht fehlen durfte.
Beliebt war eine Huldigung an den Stifter („Stifter-Vivat“), wenn es denn eine einzige Führungspersönlichkeit war, die die Gründung angeregt hatte, in der Form „vivat XY“ (oder abgekürzt „vt XY“). Statt XY stand hier der Name, aber auch der oft abgekürzt.
Die Zahl der Gründungsburschen wurde mit dem so genannten „Punktbruch“ angegeben. Dabei wurde ein waagerechter Strich – ähnlich einem Bruchstrich – gezogen. Über den Strich wurden drei Punkte für die drei Chargierten gesetzt, unter dem Strich Punkte entsprechend der Zahl der restlichen Gründungsmitglieder. Statt der Punkte stehen oft auch Kreuzchen. Es kann davon ausgegangen werden, dass die drei Chargenkreuzchen über dem Bruchstrich der Ursprung der heute noch verwendeten Chargenzeichen sind.
Die alten überlieferten Bundeszeichen sind heute eine wichtige Quelle für die Studentenhistoriker. Verbindungen, die ab etwa 1820 gegründet wurden, haben selten so aussagekräftige Bundeszeichen. Sie begnügen sich oft mit den gekreuzten Schlägern über einem Lorbeerkranz und dem eingeschriebenen Gründungsdatum.

## Frühe Beispiele

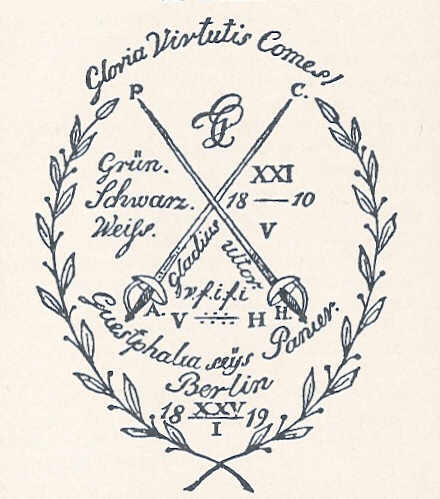
Corps Guestphalia Berlin
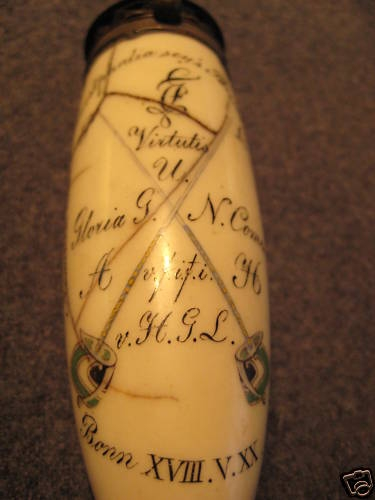
Corps Guestphalia Bonn
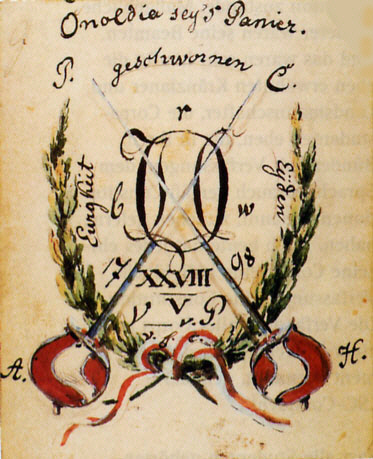
Corps Onoldia Erlangen
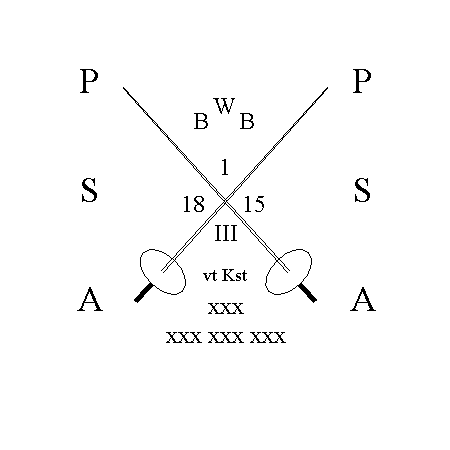
Corps Bavaria Würzburg